# 下什泰因巴克
下什泰因巴克（法語：Niedersteinbach，发音：[nidəʁ.ʃtainbak] 或 [nidəʁ.ʃtainbax]），或纯音译作尼德什泰因巴克，是法国下莱茵省的一个市镇，位于该省北部，与德国莱茵兰-普法尔茨州接壤，属于阿格诺-维桑堡区（Haguenau-Wissembourg）和赖什索芬县（Reichshoffen）。该市镇总面积8.3平方公里，2009年时的人口为153人。

## 地名
该地名Niedersteinbach来源于德语，前缀“Nieder-”在德语中意为“下”，且该地与上什泰因巴克（Obersteinbach，前缀“Ober-”在德语中意为“上”；此地或纯音译作“奥伯什泰因巴克”）相连。

## 人口
下什泰因巴克人口变化图示